# Arco (Renfe)
Arco er et passagertog opereret af RENFE, spaniens statsejede jernbaneselskab. Materiellet består af renoverede og moderniserede personvogne, hvis tophastighed ligger på 220 km/t. Renfe opererer to ruter, den ene kaldet García Lorca, der kører fra Barcelona til Granada, den anden rute kaldet Camino de Santiago, der kører fra Bilbao til Vigo. Denne service blev oprettet i 1999.
Togene opererer med lokomotiverne Renfe 252 (elektrisk) og Renfe 334 (dieselelektrisk), der begge kører med sine tophastigheder på 200 km/t.
En enkel vogn er 26,4 meter lang, og kører på sporvidden 1.668 millimeter (bredspor), hvilket i øvrigt er almindelig sporvidde i Spanien, i modsætning til de konventionelle 1.435 millimeter. Vognen er bygget af MACOSA, der nu opkøbt af Vossloh AG. Der er blevet fabrikeret 41 enheder, hvorved samtlige er renoverede og moderniserede. Dens bogier er af typen GC-3, en modificeret udgave af den oprindelige type GC-1. En vogn vejer cirka 44 tons, er 2,867 meter bred og 4 meter høj.
- Wikimedia Commons har flere filer relateret til Arco (Renfe)